# 8월 14일
8월 14일은 그레고리력으로 226번째(윤년일 경우 227번째) 날에 해당한다.

## 사건
- 1592년 - 한산도 앞바다에서 조선 수군이 일본 수군을 크게 무찌르다. 임진왜란의 3대 대첩 중 하나인 한산도대첩으로 기록되다.
- 1945년 - 해리 트루먼 미국 대통령, 일본의 무조건 항복 수락.
- 1945년 - 중화민국과 소련, 중소우호동맹조약 체결.
- 1947년 - 파키스탄, 인도로부터 분리 독립.
- 1960년 - 조선민주주의인민공화국 김일성 주석, 남북연방제 제의.
- 1965년 - 대한민국 국회, 한일협정 비준 동의안 야당 불참 속 가결.
- 1980년 - 김대중 내란 음모 사건, 김대중 등 재야인사 24명의 내란음모혐의에 대한 첫 재판 열림.
- 2000년 - 판문점 남북연락사무소 4년 만에 재가동.
- 2002년 - 대한민국과 조선민주주의인민공화국, 제7차 남북장관급회담 합의안 공동보도문 발표.
- 2003년 - 서울지방법원, 수지 김 사건 유족에 42억 국가 배상 판결.
- 2005년 - 헬리오스 항공 522편 추락 사고: 헬리오스 에어웨이 보잉 737 여객기가 그리스의 마라톤과 바나바스 북쪽 산에 추락, 승무원과 탑승객 121명이 사망하다.
- 2009년 - 삼성 특검 : 삼성SDS 신주인수권부사채 저가 배정 사건으로 기소된 이건희 전 삼성그룹 회장과 임원들에 대한 파기환송심 선고공판에서 이 전 회장에게 징역 3년에 집행유예 5년, 벌금 1천100억원을 선고했다. 이학수 전 부회장은 징역 2년6월에 집행유예 5년, 김인주 전 사장은 징역 3년에 집행유예 5년을 선고받았다

## 문화
- 1920년 - 제7회 벨기에 앤트워프 올림픽 개막.
- 1988년 - 프로 권투 선수 문성길, 세계 권투 협회(WBA) 밴텀급 챔피언 타이틀 획득.
- 2000년 - 경의선 탄현역 개통.
- 2010년 - 한국프로야구 경기에서 이대호 (롯데 자이언츠)선수가 2회초 1사 주자 1,2루 상황에서 김희걸 (KIA 타이거즈)투수에게 2구째 공을 받아 치면서 3점 홈런을 작성하면서 최다경기 연속 홈런 세계 신기록(9경기)을 작성하였다.
- 2012년 - 포항야구장 개장.
- 2014년 - 프란치스코 교황이 오전 10시 16분(한국 표준시) 대한민국 서울공항에 도착하여 4박 5일간의 한국 사목방문 일정을 시작하다.
- 2015년 - 대한민국에서 광복 70주년을 맞아 임시 공휴일로 지정.
- 2020년 - MBC 표준FM의 세계는 그리고 우리는이 17년 만에 폐지되었다.

## 탄생
- 1297년 - 제95대 일본의 천황 하나조노 천황. (~1348년)
- 1740년 - 이탈리아의 제251대 로마 교황 교황 비오 7세. (~1823년)
- 1814년 - 노르웨이의 화가 ㅏ돌프 티데만트. (~1876년)
- 1871년 - 중국의 제11대 황제 광서제(光緖帝). (~1908년)
- 1887년 - 일본의 노동운동가 아라하타 간손. (~1981년)
- 1903년 - 조선민주주의인민공화국의 정치인 김책. (~1951년)
- 1909년 - 대한민국의 독립운동가 조규찬. (~1997년)
- 1911년 - 대한민국의 외과 의사 장기려. (~1995년)
- 1921년 - 대한민국의 정치인 이형우. (~2016년)
- 1924년 - 프랑스의 지휘자 조르주 프레트르. (~2017년)
- 1926년 - 미국의 유머 작가 르네 고시니. (~1977년)
- 1928년 - 이탈리아의 각본가, 영화 감독 리나 베르트뮐러. (~2021년)
- 1931년 - 대한민국의 전통 무용가 공옥진. (~2012년)
- 1938년 - 대한민국의 성우 임종국. (~2019년)
- 1941년 - 미국의 가수 데이비드 크로스비. (~2023년)
- 1943년 - 러시아의 법조인 뱌체슬라프 레베데프. (~2024년)
- 1945년 - 독일의 영화 감독 빔 벤더스.
- 1947년
  - 미국의 소설가 대니엘 스틸.
  - 일본의 만화작가 다니구치 지로. (~2017년)
- 1949년 - 덴마크의 축구 선수, 지도자 모르텐 올센.
- 1950년 - 아일랜드의 기업인 더멋 데즈먼드.
- 1957년 - 대한민국의 행정관료 출신 정치인 정일영.
- 1958년 - 대한민국의 배우 최민금.
- 1959년
  - 대한민국의 배우 김유라.
  - 대한민국의 정치인 차명진.
  - 미국의 수학자 피터 쇼어.
  - 미국의 프로 농구 선수 매직 존슨.
- 1960년
  - 대한민국의 배우 송옥숙.
  - 영국의 싱어송라이터, 배우 사라 브라이트만.
  - 러시아의 육상 선수 이고리 니쿨린. (~2021년)
- 1961년 - 일본의 전직 축구 선수 쓰나미 사토시.
- 1963년
  - 대한민국의 가수 김장훈.
  - 대한민국의 노동 출신 정치인 윤종오.
  - 프랑스의 배우 에마뉘엘 베아르.
- 1964년
  - 대한민국의 정치인 박수현.
  - 대한민국의 정치인 이학재.
  - 대한민국의 기업인 변창흠.
  - 대한민국의 배우 한성식.
- 1965년
  - 일본의 싱어송라이터 오카무라 야스유키.
  - 스페인의 축구 선수 마르셀리노 가르시아 토랄.
- 1966년
  - 일본의 배우 스즈키 호나미.
  - 미국의 배우 할리 베리.
- 1967년 - 이집트의 축구 선수 에하브 갈랄. (~2024년)
- 1968년 - 미국의 배우 캐서린 벨.
- 1969년 - 덴마크의 전 축구 선수스티 퇴프팅.
- 1970년 - 대한민국의 야구 선수 마해영.
- 1971년 - 핀란드의 배우, 작가, 영화 감독 페테르 프란센.
- 1972년
  - 대한민국의 방송인, 사회자, 희극인 유재석.
  - 일본의 성우 혼다 타카코.
- 1973년
  - 멕시코의 전 축구 선수 하레드 보르헤티.
  - 나이지리아의 전 축구 선수 제이제이 오코차.
- 1974년 - 대한민국의 뮤지컬 연출가 겸 제작자 왕용범.
- 1976년 - 대한민국의 성우 장은숙.
- 1978년 - 대한민국의 배우 이동규.
- 1979년
  - 대한민국의 앵커, 방송기자 김현우.
  - 일본의 가수 다니 루미코.
- 1981년
  - 대한민국의 야구 선수 박기남.
  - 대한민국의 농구 선수 김동욱.
  - 페루의 댄서, 배우, 싱어송라이터 아나 카리나.
  - 미국의 유튜브 스타 레이 윌리엄 존슨.
- 1982년 - 대한민국의 가수 숙희.
- 1983년
  - 미국의 배우 밀라 쿠니스.
  - 타이완의 테니스 선수 루옌쉰.
- 1984년
  - 이탈리아의 축구 선수 조르조 키엘리니.
  - 대한민국의 전 아이스하키 선수 이규선.
  - 스웨덴의 프로 테니스 선수 로빈 쇠델링.
- 1985년
  - 대한민국의 전 아나운서 김민지.
  - 대한민국의 레이싱 모델 정지원.
- 1986년
  - 대한민국의 정치인 김용만.
  - 대한민국의 가수 병옥. (니즈)
- 1987년
  - 대한민국의 아나운서 박연경.
  - 대한민국의 배우 한지완.
  - 미국의 프로레슬링 선수 조니 가가노.
- 1988년
  - 미국의 인권운동가 케일라 뮬러. (~2015년)
  - 세르비아의 축구 선수 류보미르 페이사.
  - 노르웨이의 축구 선수 엘리세 토르스네스.
- 1989년 - 스페인의 축구 선수 안데르 에레라.
- 1990년 - 그리스의 대학 강사, 방송인 안드레아스 바르사코풀로스.
- 1991년
  - 대한민국의 전직 스타크래프트 프로게이머 와꾸대장봉준.
  - 스웨덴의 프리스타일 스키 선수 헨리크 할라우트.
- 1992년 - 대한민국의 전직 스타크래프트 프로게이머 정윤종.
- 1993년
  - 대한민국의 가수 공찬 (B1A4).
  - 대한민국의 인터넷 방송인 강민석.
  - 대한민국의 배우 최연청.
  - 대한민국의 가수 이솔로몬.
  - 대한민국의 야구 선수 안주형.
  - 이탈리아의 축구 선수 루카 비탄테.
- 1995년 - 대한민국의 가수 헤니.
- 1996년 - 미국의 배우 브리애나 힐더브랜드.
- 1997년 - 대한민국의 배우 유지연.
- 1998년 - 대한민국의 야구 선수 정연제.
- 1999년
  - 대한민국의 작곡가 박혜원.
  - 스페인의 축구 선수 프란 가르시아.
  - 미국의 배우 개릿 라이언.
- 2000년 - 일본의 프로 야구 선수 모리시타 쇼타.
- 2001년 - 대한민국의 래퍼 로이다보이.
- 2002년
  - 미국의 가수 휴닝카이 (투모로우바이투게더).
  - 대한민국의 전직 카트라이더 프로게이머 장건.
- 2003년
  - 대한민국의 가수 소희.
  - 대한민국의 리그 오브 레전드 프로게이머 기드온.
- 2004년
  - 대한민국의 야구 선수 이호성.
  - 대한민국의 가수 사랑.
- 2006년 - 대한민국의 아역배우 갈소원.
- 2007년
  - 아르헨티나의 축구 선수 프랑코 마스탄투오노.
  - 대한민국의 축구 선수 이동국의 딸 이재시, 이재아.
- 2010년 - 대한민국의 배우 홍정민.
- 2011년 - 대한민국의 유튜버 최나린. (토깽이네)

## 사망
- 1204년 - 가마쿠라 막부의 제2대 쇼군(將軍) 미나모토노 요리이에. (1182년~)
- 1858년 - 일본 에도 막부의 제13대 쇼군 도쿠가와 이에사다. (1824년~)
- 1941년 - 폴란드의 사제, 순교자 성 막시밀리아노 마리아 콜베. (1894년~)
- 1956년 - 독일의 극작가 베르톨트 브레히트. (1898년~)
- 1981년 - 오스트리아의 지휘자 카를 뵘. (1894년~)
- 1984년 - 대한민국의 정치인 박종진. (1920년~)
- 1988년 - 이탈리아의 페라리 창립자 엔초 페라리. (1898년~)
- 1989년 - 대한민국의 역사학자 이병도. (1896년~)
- 2000년 - 대한민국의 서예가 김기승. (1909년~)
- 2015년 - 대한민국의 기업인 이맹희. (1931년~)
- 2016년 - 일본의 야구 선수, 야구 지도자 도요다 야스미쓰. (1935년~)
- 2018년 - 러시아의 아동문학가 예두아르트 우스펜스키. (1937년~)
- 2020년 - 잉글랜드의 류트니스트 줄리언 브림. (1933년~)
- 2021년
  - 대한민국의 정치인 조성태. (1942년~)
  - 일본의 기업인 메리 키타가와. (?~)
  - 러시아의 바이올리니스트 이고리 오이스트라흐. (1931년~)
- 2024년
  - 미국의 배우 제나 롤런즈. (1930년~)
  - 대한민국의 공직자 안응모. (1930년~)
  - 독일의 물리학자 헤르만 하켄. (1927년~)

## 기념일
- 일본군 ‘위안부’ 피해자 기림의 날: 대한민국
- 독립기념일: 파키스탄

## 같이 보기
- 전날: 8월 13일 다음날: 8월 15일 - 전달: 7월 14일 다음달: 9월 14일
- 음력: 8월 14일
- 모두 보기